# 卷轴结
卷轴结（英語：Arbor knot）是垂钓者或渔民常常使用的一种结。它主要用于系鱼线和卷鱼线到卷线器上。
卷轴结被用于系鱼线刚入卷线器上鱼线的第一圈之前。它一共有2个结。